# Flurin Condrau
Flurin Condrau (* 9. November 1965 in Zürich) ist ein Schweizer Medizinhistoriker.

## Leben
Condrau studierte Geschichte, Soziologie und Volkswirtschaftslehre an der Universität Zürich und schloss 1992 bei Rudolf Braun mit dem Lizenziat ab. Von 1992 bis 2001 war er Dozent an der Universität München. 1998 promovierte er dort bei Reinhard Spree mit einer Arbeit zur Sozialgeschichte der Tuberkulose. Ab 2001 war Condrau Dozent für Medizingeschichte an der University of Sheffield, 2004 wurde er Dozent für Medizingeschichte an der University of Manchester.
2011 berief ihn die Universität Zürich als Nachfolger von Beat Rüttimann zum ordentlichen Professor für Geschichte der Medizin und Direktor des Medizinhistorischen Instituts. Im November 2012 liess sich Condrau von der Leitung des Instituts vorübergehend entbinden, nachdem die Staatsanwaltschaft des Kantons Zürich ein Strafverfahren wegen Amtsgeheimnisverletzung gegen zwei seiner Mitarbeiter eingeleitet hatte. Zuvor hatte der Tages-Anzeiger interne Dokumente des Medizinhistorischen Instituts zu Lasten des damaligen Konservators des dem Institut angegliederten Medizinhistorischen Museums, Christoph Mörgeli, veröffentlicht. Die Universitätsleitung beauftragte Johann Steurer, das Medizinhistorische Institut interimistisch zu leiten. Am 1. Februar 2014 kehrte Condrau als Institutsleiter zurück. Zum 1. September 2014 löste die Universität Zürich das Medizinhistorische Institut auf und integrierte den Lehrstuhl für Medizingeschichte in das Institut für Biomedizinische Ethik, das seither als Institut für Biomedizinische Ethik und Medizingeschichte firmiert. Das Medizinhistorische Museum und die Objektsammlung wurden einem neuen Institut für Evolutionäre Medizin angegliedert. Flurin Condrau verblieb auf dem nun zum Institut für Biomedizinische Ethik und Medizingeschichte gehörenden Lehrstuhl für Medizingeschichte.
Der Psychiater, Psychotherapeut und Politiker Gion Condrau (1919–2006) war sein Onkel.

## Schriften (Auswahl)
- Lungenheilanstalt und Patientenschicksal: Sozialgeschichte der Tuberkulose in Deutschland und England im späten 19. und frühen 20. Jahrhundert (= Kritische Studien zur Geschichtswissenschaft. Bd. 137).  Vandenhoeck und Ruprecht, Göttingen 2000, ISBN 3-525-35701-X (Dissertation, Universität München, 1997/98).
- Die Industrialisierung in Deutschland. Wissenschaftliche Buchgesellschaft, Darmstadt 2005, ISBN 3-534-15008-2.
- (Hrsg. mit Michael Worboys) Tuberculosis then and now: Perspectives on the history of an infectious disease. McGill Queen’s University Press, Montreal 2010, ISBN 978-0-7735-3600-5.